# 阿齐穆-阿齐纳纳纳大区
阿齐穆-阿齐纳纳纳大区是馬達加斯加的23個大區之一，位於該國南部，北臨菲图维纳尼大区，東毗印度洋，南接阿諾西大區，西鄰伊胡龙贝大区，首府是法拉凡加納，下分5縣，面積18,863平方公里，2004年人口約621,200。
1. ↑   (PDF). Institut National de la Statistique Madagascar.   [May 23, 2020]. （原始内容 (PDF)存档于June 24, 2021）.
2. ↑  . hdi.globaldatalab.org.   [2018-09-13] （英语）.